# Jordan Labrosse
Jordan Labrosse (Cours-la-Ville, 15 september 2002) is een Frans wielrenner die in 2023 prof werd bij AG2R Citroën Team.

## Carrière
Als junior won Labrosse in 2020 een etappe in La Philippe Gilbert. Eerder dat jaar had hij al deelgenomen aan het Europese kampioenschap, waar hij twaalfde werd in de door Kasper Andersen gewonnen wegwedstrijd. Als tweedejaars belofte won hij een etappe in de Kreiz Breizh Elites en de Ruota d'Oro, waar hij solo finishte. In de Ronde van de Toekomst droeg hij één dag de leiderstrui.
In augustus 2023 maakte Labrosse de overstap van de beloftenploeg van AG2R-Citroën naar de profs.

## Overwinningen
2020
2e etappe La Philippe Gilbert
2022
3e etappe Kreiz Breizh Elites
Ruota d'Oro
Eindklassement Ronde van Moselle

### Resultaten in voornaamste wedstrijden
|      | \| Jaar \| Gent-Wevelgem \| Parijs-Roubaix \| Amstel Gold Race \| Luik-Bast.‑Luik \| Waalse Pijl \| \| ---- \| ------------- \| -------------- \| ---------------- \| --------------- \| ----------- \| \| 2024 \| opgave \| 101e \| \| \| opgave \| \| 2025 \| \| \| opgave \| 70e \| 51e \| |                |                  |                 |             |
| Jaar | Gent-Wevelgem | Parijs-Roubaix | Amstel Gold Race | Luik-Bast.‑Luik | Waalse Pijl |
| 2024 | opgave | 101e           |                  |                 | opgave      |
| 2025 | |                | opgave           | 70e             | 51e         |

### Resultaten in kleinere rondes
| Jaar | Tour Down Under | Ronde van het Baskenland | Ronde van Romandië |
| ---- | --------------- | ------------------------ | ------------------ |
| 2024 |                 |                          | opgave             |
| 2025 | 56e             | opgave                   |                    |

(*) tussen haakjes aantal individuele etappeoverwinningen

## Ploegen
- 2023 –  AG2R Citroën Team (vanaf 1 augustus)
- 2024 –  Decathlon AG2R La Mondiale
- 2025 –  Decathlon AG2R La Mondiale Team

Baudin · Berthet · Bonnamour · Bouchard · Cherel · Cosnefroy · Dewulf · Gall · Gautherat · Godon · Hänninen · Labrosse (Vanaf 1/8) ·  Lapeira · L. Naesen · O. Naesen · O'Connor · A. Paret-Peintre · V. Paret-Peintre · Peters · Prodhomme · Raugel · Retailleau · Sarreau · Schär · Touzé · Tronchon · Van Avermaet · Vendrame · Venturini · Warbasse · Chaussinand (stagiair) · Veistroffer (stagiair) · Verschuren (stagiair)
Armirail · Baudin · Bennett · Berthet · Boasson Hagen · Bonnamour (tot 25/3) · Bouchard · Cosnefroy · De Bondt · De Pestel · Dewulf · Gall · Gautherat · Godon · Hänninen · Labrosse · Lafay ·  Lapeira · Naesen · O'Connor · A. Paret-Peintre · V. Paret-Peintre · Peters · Pollefliet · Prodhomme · Retailleau · Touzé · Tronchon · Vendrame · Warbasse